# Farkhunda Muhtaj
Farkhunda Muhtaj (Pakistán, 15 de noviembre de 1997) es una futbolista afgana que juega como centrocampista en el club holandés Fortuna Sittard en la Eredivisie femenina. Fue capitana de la selección nacional de Afganistán y una figura clave en la evacuación del equipo juvenil femenino de Afganistán tras la llegada al poder de los talibanes en 2021.

## Trayectoria

### Primeros años de vida
Durante la Guerra Civil Afgana, la familia de Muhtaj huyó de Afganistán y buscó refugio en Pakistán, donde vivieron sin documentación y donde ella nació.
En el año 2000, cuando tenía dos años, su familia se trasladó al suburbio de Scarborough en Toronto, Ontario, Canadá.

### Carrera universitaria
De 2015 a 2019, Muhtaj asistió a la Universidad de York, donde jugó en el equipo de fútbol femenino, siendo capitana en 2018 y 2019. Marcó su primer gol el 25 de octubre de 2015 contra la Universidad de Algoma.
En 2018, lideró la liga universitaria OUA con 11 asistencias.
En 2019, fue nombrada All-Star del Primer Equipo de la División Oeste de la OUA, cuando los Lions ganaron el campeonato.
En septiembre de 2020, continuó con el equipo como entrenadora asistente.

### Carrera en el club
En 2015 comenzó a jugar con el Vaughan Azzurri en la League1 Ontario, jugando 6 partidos en la liga en 2016, 8 en 2017, y 4 en 2018.
En 2019, pasó a jugar para Durham United FA, donde jugó 13 partidos en la liga.
En 2021, regresó a Vaughan Azzurri, con siete apariciones en la liga. Ese mismo año, tras su labor en la evacuación del equipo juvenil femenino de Afganistán, fue invitada a entrenar con el club portugués Benfica y también se reunió con el club español Barcelona, además de dar una charla a los miembros de la Masía, la academia del FC Barcelona.
El 3 de marzo de 2022, firmó con el Fatih Vatan SK en la Superliga de fútbol femenino de Turquía. 
El 30 de julio de 2022 se unió al club holandés Fortuna Sittard, un nuevo equipo de expansión en la Eredivisie.

### Carrera internacional
Muhtaj fue miembro de la selección femenina de fútbol de Afganistán desde 2016, convirtiéndose en capitana del equipo en 2018. Marcó un gol contra India el 27 de diciembre de 2016 en el Campeonato Femenino de la SAFF.
En el verano de 2021, discutió con la Federación de Fútbol de Afganistán la posibilidad de que el equipo participara por primera vez en la clasificación para la Copa Mundial Femenina de la FIFA, pero la ofensiva talibán de 2021 en Afganistán detuvo esos planes.

#### Goles con su selección
| N.º | Fecha      | Evento                                | Adversario | Anota | Resultado | Competencia                   |
| --- | ---------- | ------------------------------------- | ---------- | ----- | --------- | ----------------------------- |
| 1.  | 27/12/2016 | Estadio Kanchenjunga, Siliguri, India | India      | 1 –4  | 1–5       | Campeonato femenino SAFF 2016 |

## Operación"Soccer Balls"
Después de la caída de Afganistán a manos de los talibanes en agosto de 2021, los derechos de las mujeres fueron gravemente restringidos, incluyendo la prohibición de deportes femeninos. Muhtaj, que vivía en Canadá y era la capitana del equipo femenino de Afganistán, formó parte de un grupo que ayudó a evacuar a 80 personas (incluidos 26 miembros del equipo juvenil femenino afgano de entre 14 y 16 años y sus familias).  La federación afgana contactó con Muhtaj el 14 de agosto, y se unió al grupo de WhatsApp de las chicas para coordinar la salida, siendo su único punto de contacto.
La misión de rescate, llamada Operación "Soccer Balls", fue coordinada por una coalición internacional de exoficiales militares y de inteligencia de Estados Unidos, el senador estadounidense Chris Coons, aliados de Estados Unidos y grupos humanitarios. Contó, además, con la inestimable ayuda de su ex mentor y entrenador iraní Katayoun Khosrowyar. La misión de rescate enfrentó múltiples obstáculos, incluyendo intentos fallidos y un atentado suicida perpetrado por militantes del Estado Islámico.
El grupo tuvo que esconderse tras no conseguir salir del país antes de la fecha límite anunciada por los talibanes (el 31 de agosto) pero el grupo aterrizó y obtuvo asilo en Portugal el 19 de septiembre.
Muhtaj llegó a Portugal el 29 de septiembre para reunirse con el grupo, y permaneció allí para ayudarlos. Un segundo vuelo de evacuación trajo a otros jugadores y familiares en noviembre del mismo año.
En agosto de 2023, WhatsApp lanzó una película titulada We Are Ayenda en Amazon Prime, documentando esta historia.

## Personal
Muhtaj es profesora, tras haberse graduado del programa de Licenciatura en Educación de la Universidad de York(ostenta el título de OCT, una certificación dada por el Colegio de Profesores de Ontario) y tiene licencia de entrenadora Nacional C. 
En el programa de televisión italiano Crush - La storia de Tamina, Muhtaj es la ídolo del personaje principal (Tamina), una niña afgana de 13 años que ama el fútbol y tiene un póster de Muhtaj en su habitación.
En 2020, Muhtaj cofundó el programa Scarborough Simbas, que ofrece oportunidades recreativas y de bienestar gratuitas para jóvenes musulmanes recién llegados, refugiados, desfavorecidos y en riesgo, ayudándolos a conectarse con sus comunidades y a comprender mejor la sociedad canadiense a través del deporte.
En 2023, se unió al Subcomité de Fútbol Femenino de la Liga 1 de Ontario.